# Acacia brassii
Acacia brassii — вид квіткових рослин з родини бобових. Ареал: Австралія (пн. Квінсленд).

## Екологія
Це ендемік північної частини півострова Кейп-Йорк, де він досить поширений. Він зустрічається на глибоких піщаних ґрунтах, як правило, уздовж струмків і річок у чагарникових місцевостях, часто з Melaleuca viridiflora.

## Морфологічний опис
Це дерево до 10 метрів заввишки. Кора темно-коричнева чи сіра, з поздовжніми тріщинами. Гілочки від темно-червоного до коричневого кольору голі або злегка запушені, сплюснуті до верхівок і мають нерівні виступи. Філодії вічнозелені, шкірясті та переважно голі, мають ланцетну або вузькояйцеподібну форму, звужені з обох кінців, плоскі й серпуваті, 13–19 см × 17–28 мм, з трьома помітними жилками. Цвіте з червня по липень, утворюючи золотисті квіти. Воскові насіннєві плоди лінійні, нагадують нитку намистин, від 4 до 13 см у довжину і мають поздовжню смугастість. Насіння коричневого кольору і має вдавлену циліндричну форму, 2.8–3.7 мм у довжину.